# Wacław Baehr
Wacław Brunon Baehr herbu Ursus (ur. 6 października 1873 w Makowlanach, zm. 17 września 1939 w Radości koło Warszawy) – polski biolog.

## Życiorys
Był synem Ottona i Zofii z Kleczkowskich. W 1893 ukończył I Gimnazjum w Petersburgu. W 1898 otrzymał dyplom ukończenia studiów I stopnia na Oddziale Przyrodniczym Wydziału Fizyko-Matematycznego Uniwersytetu Petersburskiego. W 1900 ożenił się z Józefą Jastrzębską. W latach 1899–1917 pracował jako asystent w  Cesarskiej Akademii Nauk w Petersburgu. Wówczas m.in. towarzyszył Mikołajowi Knipowiczowi w wyprawie badawczej na Nową Ziemię (1901). W międzyczasie studiował i pracował poza Rosją, m.in. w latach 1903–1905 w Tybindze, w latach 1905–1906 w Sorbonie, 1907–1909 w Wurzburgu. W 1911 otrzymał stopień magistra Uniwersytetu w Petersburgu. W latach 1912 i 1913 asystował w Louvain u Victora Gregoire. 
W 1922, po powrocie do Polski, mianowany został profesorem zwyczajnym tytularnym UW. W 1925 został profesorem rzeczywistym. W 1937 przeszedł w stan spoczynku. 
W pracy naukowej skupiał się na badaniach z zakresu cytologii zwierząt. Opublikował m.in. serię prac nt. chromosomów determinujących płeć u mszyc, odkrywając różnice chromosomowe męskich i żeńskich gamet mszyc. Opisał zachowanie się chromosomów w podziale jąder jaj patyczaka Bacillus rossii.. Zbadał zjawisko redukcji chromosomów u wieloszczeta Saccocirrus major. Autor prac z zakresu cytologicznych aspektów dziedziczenia kręgowców i bezkręgowców. Z uwagi na odkrycie różnic w chromosomach gamet męskich i żeńskich wspólnie z Thomasem H. Morganem zgłoszony został do Nagrody Nobla (fizjologia i medycyna).
Jego badania nad dziedziczeniem stały się w owym czasie podwalinami wiedzy o cytologii. Wyjaśniały zagadnienia determinacji płci oraz zjawiska w procesie mejotycznego podziału komórki. Profesor otrzymał propozycję objęcia profesury jednej z uczelni angielskich.
Od 1933 członek korespondent Polskiej Akademii Umiejętności, a od 1928 członek czynny Towarzystwa Naukowego Warszawskiego. Należał również do Towarzystwa Przyjaciół Nauk w Poznaniu, Towarzystwa Biologicznego w Paryżu i Towarzystwa Genetycznego w Stanach Zjednoczonych. Był członkiem przybranym Towarzystwa Naukowego we Lwowie.

## Wybrane publikacje naukowe
- Ueber das von Eimer beschriebene beim Karpfen (1906)
- Ueber die Zahl der Richtungskörper in parthenogenetisch sich entwickelungen Eier von Bacillus rossii (1907)
- Ueber die Bildung des Sexualzellen bei Aphididae (1908)
- Dziedziczność i płeć w świetle cytologji i genetyki (1921)[5]
- Cytologiczne podstawy zjawisk dziedziczności (1930)